# Restigouche County
Restigouche County (französisch Comté de Restigouche) ist ein County in der kanadischen Provinz New Brunswick. Benannt wurde das County nach dem Fluss Restigouche. Es umfasst ein Areal von 8580 km². Die Einwohnerzahl war in den letzten Jahren rückläufig. Sie betrug im Jahr 2016 30.955. Die Bevölkerung ist ungefähr zur Hälfte geteilt in französisch und englisch sprechend.

## Lage
Das County befindet sich im äußersten Norden der Provinz. Es grenzt im Norden an die Nachbarprovinz Québec. Der Fluss Restigouche durchfließt das Gebiet in nordöstlicher Richtung. Im Osten wird das County durch die Chaleur-Bucht begrenzt. Durch den äußersten Westen des Countys verlaufen die Monts Notre-Dame, ein Gebirgszug der Appalachen.
Die Forstwirtschaft ist ein wichtiger Wirtschaftsfaktor.

## Verwaltungsgliederung

### Städte und Gemeinden
Es gibt 9 Gemeinden im Restigouche County:
| Name               | Status          | Fläche km2 | Einwohnerzahl 2016 | Parish        |
| ------------------ | --------------- | ---------- | ------------------ | ------------- |
| Atholville         | Village         | 119,60     | 3570               | Addington     |
| Balmoral           | Village         | 43,39      | 1674               | Balmoral      |
| Campbellton        | City            | 18,58      | 6883               | Addington     |
| Charlo             | Village         | 31,30      | 1310               | Colborne      |
| Dalhousie          | Town            | 14,51      | 3126               | Dalhousie     |
| Eel River Crossing | Village         | 65,48      | 1953               | Dalhousie     |
| Kedgwick           | Rural community | 658,08     | 1979               | Grimmer       |
| Saint-Quentin      | Town            | 4,24       | 2194               | Saint-Quentin |
| Tide Head          | Village         | 19,43      | 938                | Addington     |

### Indianerreservate
Im Restigouche County gibt es 2 Reservate:
| Name         | Fläche km2 | Einwohnerzahl 2016 | Parish    |
| ------------ | ---------- | ------------------ | --------- |
| Eel River 3  | 1,46       | 329                | Dalhousie |
| Indian Ranch | 0,58       | 89                 | Dalhousie |

### Parishes
Das County is in 8 Parishes unterteilt:
- Addington Parish
- Balmoral Parish
- Colborne Parish
- Dalhousie Parish
- Durham Parish
- Eldon Parish
- Grimmer Parish, entspricht seit 2012 Kedgwick (rural municipality)
- Saint-Quentin Parish